# Nicholas Petit-Frere
Nicholas Petit-Frere (Tampa, Florida, 15 de septiembre de 1999) es un jugador profesional estadounidense de fútbol americano, se desempeña en la posición de offensive tackle en Tennessee Titans, en la National Football League (NFL).

## Carrera
Fue seleccionado en la tercera ronda en la Reunión Anual de Selección de Jugadores de la NFL de 2022. Hizo su debut profesional con el equipo Tennessee Titans, donde lleva jugando dos temporadas.